# The Right to Live
Pour plus de détails, voir Fiche technique et Distribution.
The Right to Live est un film américain réalisé par William Keighley, sorti en 1935. Il s'agit d'une adaptation de la pièce The Sacred Flame (en) de William Somerset Maugham.

## Fiche technique
- Titre : The Right to Live
- Réalisation : William Keighley
- Scénario : Ralph Block d'après la pièce The Sacred Flame (en) de William Somerset Maugham
- Photographie : Sidney Hickox
- Montage : Jack Killifer
- Musique : Bernhard Kaun
- Costumes : Orry-Kelly
- Société de production : Warner Bros.
- Pays d'origine : États-Unis
- Format : Noir et blanc - 1,37:1 - Mono
- Genre : Film dramatique
- Durée : 69 minutes
- Date de sortie : 1935

## Distribution
- Josephine Hutchinson : Stella Trent
- George Brent : Colin Trent
- Colin Clive : Maurice
- Peggy Wood : Infirmière Wayland
- Henrietta Crosman : Mme Trent
- C. Aubrey Smith : Major Licondra
- Leo G. Carroll : Dr Harvester
- Phyllis Coghlan : Alice
- Claude King : Mr Pride
- Nella Walker : Mme Pride
- Halliwell Hobbes : Sir Stephen Barr